# Весногорское
Весногорское (укр. Весногірське) — село,
Ольшанский сельский совет,
Недригайловский район,
Сумская область,
Украина.
Код КОАТУУ — 5923584403. Население по переписи 2001 года составляло 47 человек.

## Географическое положение
Село Весногорское находится между реками Сула и Ольшанка (3-4 км).
На расстоянии в 1,5 км расположены сёла Ревы, Рудка, Ольшана, Лекаревщина и Мерки.
По селу протекает пересыхающий ручей с запрудой.
Рядом проходит автомобильная дорога Н-07.